# Capital Inicial
El Capital Inicial es una banda del Rock alternativo brasileña formada en Brasilia, Distrito Federal, en 1982. Fue formada después de que el grupo Aborto Elétrico terminó sus actividades, y una parte de los exmiembros se dividieron en dos grupos, formando la banda el Capital Inicial y la Legião Urbana. 
La banda está compuesta por el vocalista Dinho Ouro Preto, el bajista Flávio Lemos, su baterista hermano Fê Lemos, guitarrista Yves Passarell (anteriormente de Viper) y por músicos de apoyo Robledo Silva (teclado) y Fabiano Carelli (guitarra). 
El primer LP, Capital Inicial, grabado por Polygram, fue lanzado en 1986.
En los últimos años se ha experimentado grandes cambios en su estilo, cuyos más influyente de rock Inglés.

## Discografía

### Álbumes de estudio
- (1986) Capital Inicial
- (1987) Independência
- (1988) Você Não Precisa Entender
- (1989) Todos os Lados
- (1991) Eletricidade
- (1998) Atrás dos Olhos
- (2002) Rosas e Vinho Tinto
- (2004) Gigante!
- (2005) MTV Especial: Capital Inicial - Aborto Elétrico
- (2007) Eu Nunca Disse Adeus
- (2010) Das Kapital
- (2012) Saturno
- (2014) Viva a Revolução
- (2018) Sonora

### Álbumes recopilatorios
- (1994) O Melhor do Capital Inicial
- (1998) Remixes
- (2001) Elétrico

### Álbumes en vivo
- (2000) Acústico MTV: Capital Inicial
- (2008) Multishow ao Vivo: Capital Inicial em Brasília
- (2012) Rock in Rio 2011 - Capital Inicial
- (2015) Acústico NYC
- (2022) Capital Inicial 4.0

### Álbumes de vídeo
- (2000) Acústico MTV: Capital Inicial
- (2005) MTV Especial: Capital Inicial - Aborto Elétrico
- (2008) Multishow ao Vivo: Capital Inicial em Brasília
- (2011) Rock in Rio 2011 - Capital Inicial
- (2015) Acústico NYC
- (2022) Capital Inicial 4.0